# Neolamprologus olivaceous

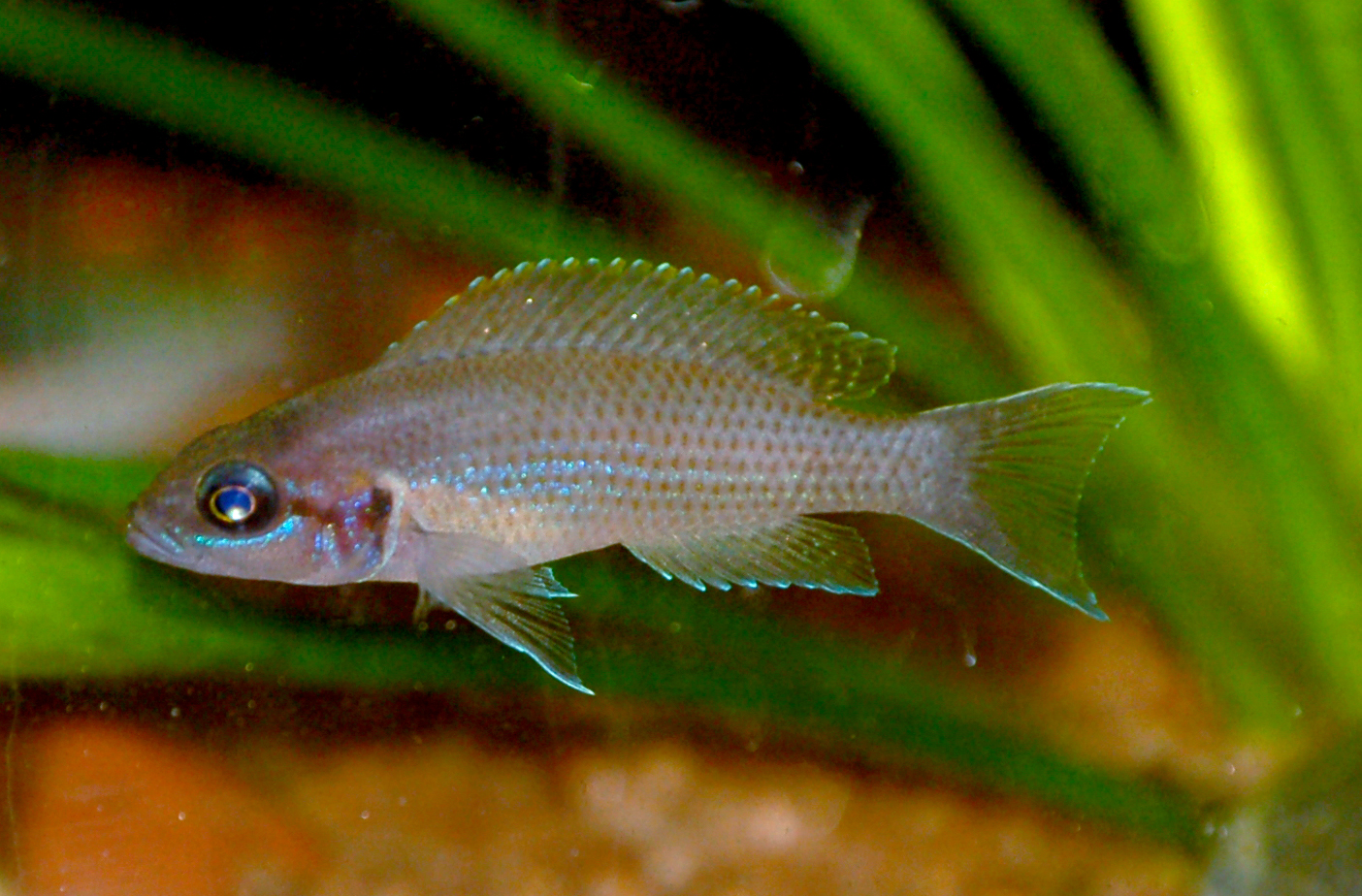
Weibchen

Neolamprologus olivaceous (Synonym: Lamprologus olivaceous) ist eine Buntbarschart, die endemisch am Westufer des ostafrikanischen Tanganjikasee in der Lunangwa Bay vorkommt.

## Merkmale
Neolamprologus olivaceous wird 5,5 bis 6 cm lang und ist damit die kleinste Art der Neolamprologus pulcher-Artengruppe. Die Körperhöhe liegt bei 29 bis 31 % der Standardlänge, die Kopflänge bei 33–37 % der Standardlänge. Neolamprologus olivaceous ist blass grünbeige gefärbt; die Schuppen der Flanken zeigen schwach ausgeprägte bräunliche Ränder. Ein schwarzer Fleck auf dem Kiemendeckel fehlt. Die unpaaren Flossen sind an den Spitzen ausgezogen, die äußeren Flossenstrahlen der Schwanzflosse sind weiß. Wange und Präoperculum sind unbeschuppt, die unpaaren Flossen sind nur wenig beschuppt. Für so einen kleinen Fisch sind die Schuppen relativ groß; in einer Querreihe (Transversalreihe) unterhalb der oberen Seitenlinie zählt man nur 8,5 Schuppen. Dies, der fehlende dunkle Fleck auf dem Kiemendeckel und nur sieben Kiemenrechen unterscheiden Neolamprologus olivaceous von der nah verwandten Art Neolamprologus pulcher.
- Flossenformel: Dorsale XVIII–XIX/8–9, Anale V–VI/5–7
- Schuppenformel 15–19/3–8 (SL), 32–35 (mLR)
- Kiemenrechen: 7.

## Lebensweise
Neolamprologus olivaceous lebt in kleinen Gruppen an Felsküsten und hat eine leichte Tendenz zur Schwarmbildung. In seinem Verbreitungsgebiet kommt er sympatrisch mit der nah verwandten Art Neolamprologus crassus vor.

## Belege
1. 1 2 3  Pierre Brichard: Das Große Buch der Tanganjika Cichliden. Mit allen anderen Fischen des Tanganjikasees. Bede Verlag, 1995, ISBN 978-3927997943, Anhang: Neuere mit Lamprologus brichardi verwandte Arten. Seite 535.